# Dubarewo (wieś)
Dubarewo (biał. Даўбарова, ros. Довборово) – wieś na Białorusi, w obwodzie mińskim, w rejonie mińskim, w sielsowiecie Szerszuny.
W pobliżu istniał dwór, w miejscu którego znajduje się dziś osiedle tej samej nazwy.